# Bavarisaurus macrodactylus
Il bavarisauro (Bavarisaurus macrodactylus) è un rettile estinto appartenente agli squamati. Visse nel Giurassico superiore (circa 140 milioni di anni fa) e i suoi resti sono stati ritrovati in Germania, nel giacimento di Solnhofen (Baviera).

## Descrizione
Questo piccolo animale, non più lungo di 20 centimetri, era di aspetto simile a quello di una lucertola. La testa era piuttosto grossa e ricordava quella di un geco, mentre le zampe erano allungate e possedevano dita ben sviluppate. La caratteristica più notevole del bavarisauro era però la coda, davvero molto lunga rispetto a quella di gran parte delle altre lucertole primitive. Le vertebre erano convesse sia nella parte anteriore che in quella posteriore (anficele).

## Classificazione
Questo animale dalle caratteristiche insolite è stato posto in una famiglia a sé stante (Bavarisauridae), e inizialmente è stato avvicinato ad alcune creature come Ardeosaurus e considerato un geco primitivo. Recenti ricerche, però, farebbero supporre che il bavarisauro, così come Ardeosaurus, potrebbe essere parte di un gruppo di squamati ancor più primitivi, forse vicino all'origine di gechi (Gekkota) e lucertole (Scincomorpha).

## Fossili particolari

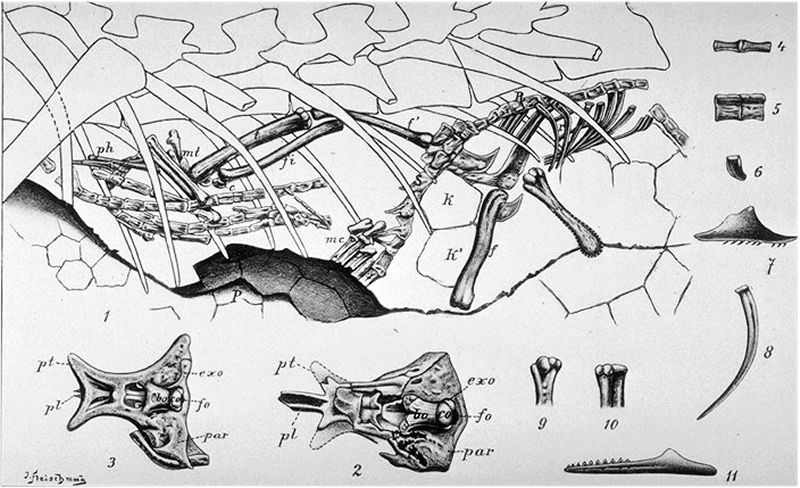
Fossili di Bavarisaurus all'interno della cavità gastrale di Compsognathus

Un fossile di bavarisauro è particolarmente famoso, dal momento che è stato rinvenuto sotto forma di contenuto gastrico di un piccolo dinosauro carnivoro (Compsognathus). Verosimilmente, questa piccola lucertola deve essere stata l'ultimo pasto del dinosauro.